# Kressreport
Kressreport (auch Kress-Report; Eigenschreibweise: kressreport) war eine Zeitschrift des deutschen Online-Mediendienstes Kress mit Berichten aus der Medien- und Kommunikationsbranche. 2015 wurde die früher als Zeitung erschienene Zeitschrift eingestellt. Anfang 2016 erfolgte der Relaunch mit Markus Wiegand als neuem Chefredakteur unter dem Titel Kress pro; das Heft erscheint seitdem zehnmal pro Jahr.

## Geschichte
Gegründet wurde Kressreport 1966 vom Stuttgarter Journalisten Günther Kress. Ende 1995 verkaufte Kress seinen Report an Thomas Wengenroth und Peter Turi. Der „Dienstmann“ – so sein Spitzname in Medienkreisen – zog sich auf den Posten des Herausgebers zurück. Ein Jahr darauf etablierte Kress als erster Branchendienst seine Website kress.de. Das Unternehmen zog 1998 nach Heidelberg um. Der zuvor einseitig bedruckte Informationsdienst ohne Bilder und Farbe wurde in eine Fachzeitschrift mit Fotos, Tabellen und Grafiken umgewandelt. Im selben Jahr erhielt Chefredakteur und Co-Verleger Peter Turi für kress.de den Bert-Donnepp-Preis.
Im Jahr 2000 wurde Thomas Wengenroth Alleingesellschafter und Alleingeschäftsführer des Verlages. Der Chefredakteur und Co-Verleger Peter Turi stieg aus und startete 2007 mit turi2 medien & marken, den ersten Morgennewsletter im Deutschland, 2008 das Branchenfernsehen turi2.tv, 2014 den 24-Stunden-Newsstream, 2015 die Buchreihe "turi2 edition" und 2017 den individuellen Newsalarm.
Von Juli 2000 bis Ende 2001 leitete José Redondo-Vega als Chefredakteur den Kressreport. In dieser Zeit verzeichnete der Dienst seine höchste Auflage und die größten Marktanteile. Nach internen Differenzen über die weitere Verlagspolitik wechselte Redondo-Vega zur Zeitschrift GQ. Danach übernahm Wengenroth zusätzlich zu seinen Aufgaben als Geschäftsführer auch die des Redaktionsleiters. 2004 übernahm Eckhard Müller die Chefredaktion; Peter Turi und Günther Kress sind nicht mehr beteiligt. Im Jahr 2003 berichtete die Welt am Sonntag, die Mannheimer Privat-Investorin Elisabeth Steinmetz habe sich als stille Gesellschafterin am Kress-Verlag beteiligt. Dieser Bericht wurde vom Verlag nicht dementiert, aber auch nicht bestätigt.
Anfang 2008 wurde der Kress-Verlag vom britischen Magazinverlag Haymarket übernommen. Während die Haymarket Media GmbH in Hamburg sitzt, blieb die Kress-Redaktion unverändert in Heidelberg. Von August 2012 bis November 2013 betrieb Haymarket zudem mobilszene.de, eine B2B-Website über Themen des mobilen Internets.
Zum 1. Januar 2015 veräußerte Haymarket Kressreport, nachdem Auflage und Umsatz deutlich zurückgegangen waren, und das Fachblatt Druck&Medien sowie in Lizenz PR Report an den österreichischen Medien-Fachverlag Oberauer.
Oberauer überarbeitete Webauftritt und Printprodukt und ging im Februar 2016 mit einem anderen Konzept an den Markt: Es werden weniger Themen behandelt, diese dafür aber gründlicher. Aus Kressreport wurde Kress pro, die Kurzform von Kress professional. Kress pro erscheint zehnmal jährlich.

## Kressreport
Anfangs erschien Kressreport als Druckausgabe wöchentlich, später zweimal pro Woche, zuletzt (2015) 14-täglich. Die Zeitschrift war auch als Onlineausgabe erhältlich. Früher erschien Kressreport als Zeitung.
Regelmäßig erschienen zudem Sonderhefte zu unterschiedlichen Themen. Die verbreitete Auflage lag im vierten Quartal 2013 laut IVW bei 1573 Exemplaren.

## Kress pro
Seit 2016 erscheint Kress pro zehnmal jährlich. Als Beilage erscheinen Themenhefte unter dem Titel Kress pro Dossier. Neben der Druckausgabe erfolgt die Veröffentlichung auch als E-Paper.

## Kress.de und Kressköpfe
Im Internet wird das täglich aktualisierte Angebot kress.de betrieben, das im Oktober 2011 laut IVW 1.062.989 Einzelbesucher und 2.014.814 Seitenabrufe zählte. Gestartet wurde die Website bereits 1996 als erstes Fachangebot im Internet für die Medienbranche. In dem Personenverzeichnis Kressköpfe sind Medien- und Werbemanager mit Kontaktdaten, Berufsweg und auch manchem persönlichen Eintrag zu finden. Das gleichnamige Branchenbuch erscheint einmal pro Jahr.
Chefredakteur von kress.de ist Marc Bartl.